# Gastronomia d'El Salvador
La gastronomia salvadorenca és un estil de cuina derivat d'El Salvador. Els aliments autòctons consisteixen en una barreja de cuina ameríndia de grups com els lenques, els pipils, els poqomams, els chortís, els alagüilacs i els cacaoperes amb la cuina espanyola i algunes influències africanes. Els ingredients europeus com el porc, el blat i les espècies es van incorporar després de la conquesta espanyola. A finals del segle XIX, a les acaballes de l'Imperi Otomà, el país va rebre immigració provinent de l'Orient Mitjà, principalment libanesos, sirians i palestins, que van deixar la seva petjada culinària especialment amb plats relacionats amb l'albergínia.

## Característiques
L'aliment bàsic és el blat de moro, l'ingredient principal de la cuina típica salvadorenca. També hi ha un gran consum de carn de porc, marisc (cloïsses, llagosta i crancs), habitual en zones costaneres, i fruita fresca (plàtans, pinya, mango i papaia, principalment). Els fesols són un altre ingredient molt utilitzat en la cuina salvadorenca. El plàtan és l'ingredient principal de l'esmorzar preferit dels salvadorencs, que el consumeixen en forma de patacones, llesques de plàtan fregides i acompanyades de crema agra, amb ous i fesols negres, i riguas (tortillas de blat de moro).
El plat per excel·lència és la pupusa, una tortilla elaborada amb diferents tipus de masses de blat de moro o d'arròs farcida de carn i formatge i clàssic plat de carrer al país; de vegades s'hi afegeix gambeta o peix. Un altre plat popular és el ceviche (peix marinat cru), com en la majoria dels països de la regió orientats al Pacífic. Altres aliments populars elaborats amb blat de moro són: les tortillas, molt importants en l'alimentació diària dels salvadorencs; així com els tamales; varietats d'atoles com el d'elote, piñuela, shuco o chilate; i entrepans com les riguas; tustacas i totopostes; i la chicha de blat de moro com a beguda.
La cuina salvadorenca destaca pels seus sabors amarg i el dolç, per l'ús predominant de flors i verdures locals, cafè i xocolata. El cafè fa ser un aliment introduït pels europeus, que es va començar a exportar a inicis del segle XIX; aquest producte es convertiria en el més important del país. Els productes làctics són el queso duro i el formatge fresc o cuajada, que també es mengen amb els àpats.
Altres plats salvadorencs coneguts inclouen carne guisada (carn de vedella amb suc amb patates i pastanagues), lomo entomatado (carn de vedella amb tomàquets), carne asada (bistec a la brasa, que se serveix normalment amb un tipus de salsa anomenada chirmol), pastelitos de carne (pastissets de carn semblants a les empanadas), pollo guisado con hongos (pollastre amb bolets), pacayas (flors de palmera arrebossades amb blat de moro, fregides i servides amb salsa de tomàquet), pavo salvadoreño (gall dindi rostit amb salsa, que es menja sovint per Nadal), ceviche de camarones (ceviche de gamba cuita amb llima) i pescado empanizado (filets de peix fregits arrebossats).
La pupusa té un dia nacional que se celebra cada segon diumenge de novembre. Per celebrar l'inici de la collita del blat de moro se celebra l'atolada, una tradició d'origen prehispànic que se celebra en el segon semestre de cada any en diverses poblacions del país, usualment a l'agost.

## Algunes especialitats[5]

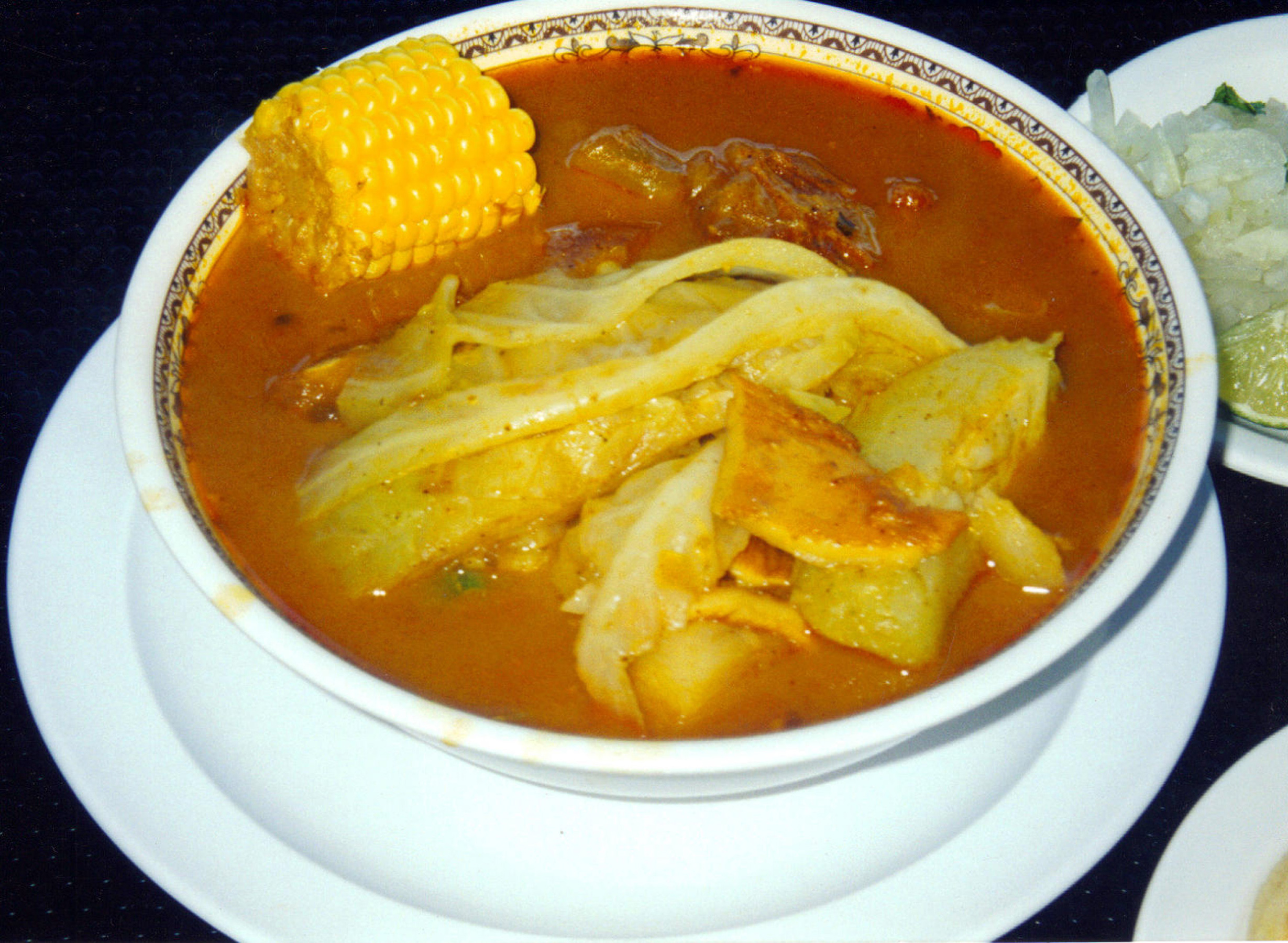
Plat de sopa de pata

- Pupusa, una tortilla gruixuda farcida de carn de porc o pollastre,[12] fesols, formatge o loroco, sovint considerada el plat nacional d'Hondures[13] i provinent del poble pipil
- Baleada, una tortilla plana acompanyada de formatge o fesols
- Pacalla, flors de palmera arrebossades i fregides, acompanyada de salsa de tomàquet
- Tamales, una massa de blat de moro farcida servida en una fulla de plàtan
- Ceviche, elaborat amb peix o marisc (cloïsses, ostres, gambes, cargols de mar, pop o calamars) marinat cru
- Sopa de pata, sopa feta amb patas de vaca, tripa de vedella, plàtan i verdures
- Mariscada, sopa de marisc
- Gallo en chicha, sopa de gall, chicha i panela
- Pollo encebollado, pollastre cuit a foc lent amb ceba i condimentat amb mostassa, salsa Worcestershire o altres[14]
- Chorizo salvadoreño són xoriços curats no secs, curts i lligats.[15]
- Yuca frita, arrel de mandioca fregida i servida amb curtido i chicharrones amb pepesca (sardinetes fregides)[16]
- Curtido, escabetx de col, ceba i pastanaga, conegut com a xucrut salvadorenc[12][13]
- Panes rellenos o panes con pollo, entrepans calents de pa francès amb pollastre i verdures[17][18]
- Semita, un pastís de cafè amb melmelada de guaiaba[19][6]
- Minutas, postres de gel raspat amb xarop de fruites semblant als raspados[20][21]
- Kolachampan, llimonada de canya de sucre
- Chicha de blat de moro[2]
- Tic Tack, licor de canya de sucre semblant a la cachaça brasilera
- Ron Cihuatán, el primer rom elaborat a El Salvador[22]